# TV on the Radio

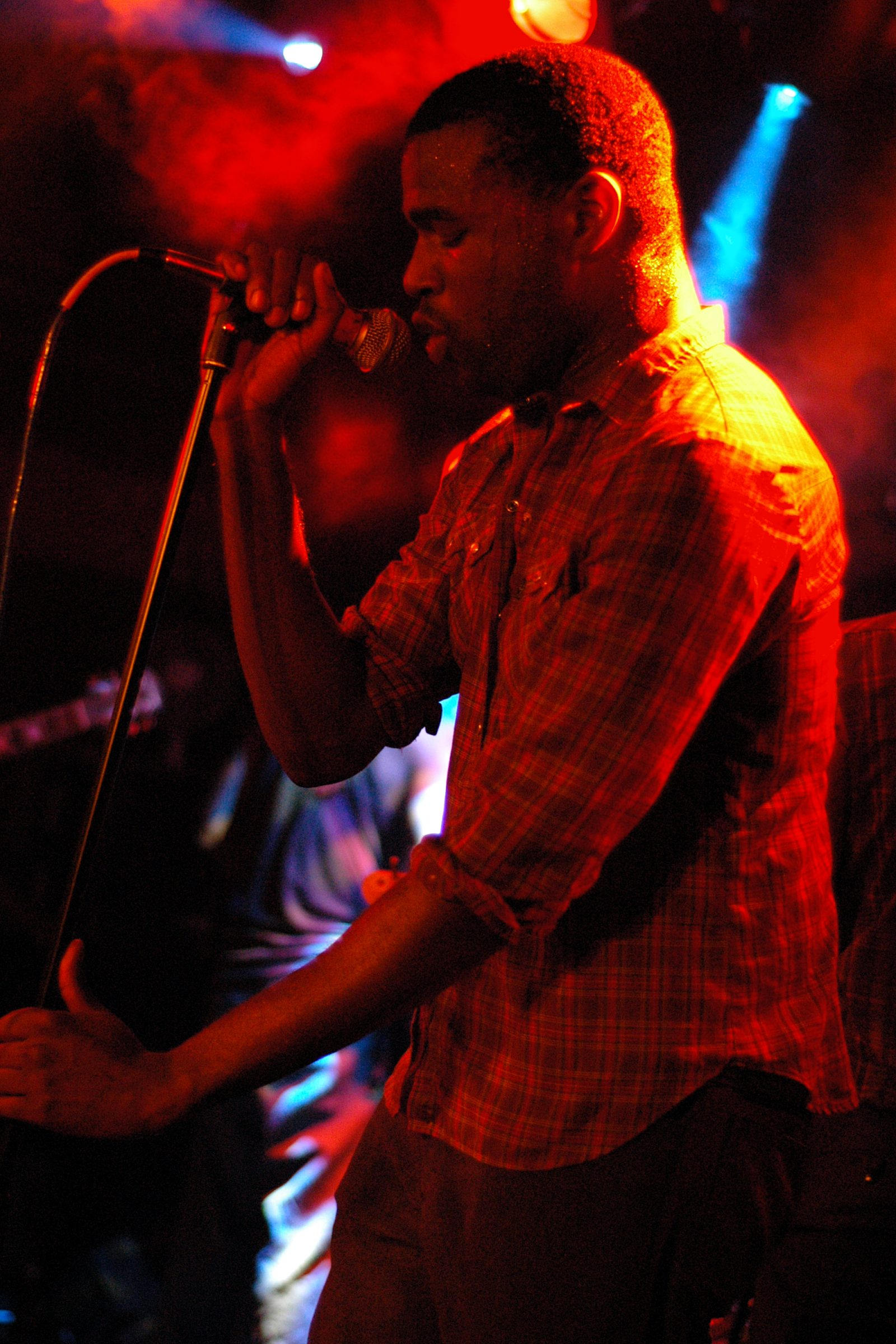
Tunde Adebimpe bei einem Konzert 2004

TV on the Radio ist eine experimentelle Rockband, die 2001 in New York City gegründet wurde. Ihre Musik lässt sich nicht auf ein Genre reduzieren, sondern vereint Stilelemente von Punk über Electronica bis hin zu Funk und Psychedelia.

## Mitglieder
Der Kern der Band besteht aus Sänger Tunde Adebimpe und den Multiinstrumentalisten Kyp Malone, David Andrew Sitek und Jaleel Bunton. Gerard Smith war ein weiteres Mitglied. Auf Konzerten tritt TV on the Radio mit Begleitband auf, auch auf den Alben werden sie häufig von zusätzlichen Musikern unterstützt, darunter Katrina Ford von der Indie-Band Celebration (Gesang), Martin Perna (Flöte, Alt- und Baritonsaxophon) vom Antibalas Afrobeat Orchestra und Nick Zinner (Gitarre) von der Rockband Yeah Yeah Yeahs. Bei Gerard Smith wurde während der Aufnahmen zum vierten Studioalbum Nine Types of Light Lungenkrebs diagnostiziert, an dessen Folgen er am 20. April 2011 (kurz nach Veröffentlichung) verstarb.

## Geschichte
Der Titel ihres ersten Albums OK Calculator war eine Anspielung auf das Radiohead-Album OK Computer. Der Großteil dieses Albums unterscheidet sich stark von ihren späteren Stücken, die auch Electro, Hip-Hop und Turntablism beinhalten. Danach wurde Kyp Malone Mitglied der Band und sie veröffentlichten die EP Young Liars und das Album Desperate Youth, Blood Thirsty Babes, das von den Kritikern sehr positiv aufgenommen wurde. Sie erhielten dafür auch den Shortlist Music Prize. Später wurde noch eine zweite EP New Health Rock, die auch den neuen Track New Health Rock, eine Coverversion von dem Stück Modern Romance der Yeah Yeah Yeahs und The Wrong Way der zuvor auf Desperate Youth, Blood Thirsty Babes erschienen war, enthielt.

## Andere musikalische Aktivitäten
Das Gründungsmitglied David Andrew Sitek hat auch Tracks mit anderen Bands wie den Yeah Yeah Yeahs, Celebration und den Liars produziert.

## Trivia
Hurrikan Katrina war für TV on the Radio Anlass, das Stück Dry Drunk Emperor aufzunehmen, das gratis von der Webseite des Labels heruntergeladen werden kann.
Der Bandname wurde als Erkennungssatz „This is T. V. on the radio“ auch vom britischen DJ Tommy Vance in Anlehnung an die Initialen seines Pseudonyms verwendet.
TV on the Radio war eine der Lieblingsbands von David Bowie, der auch bei den Backgroundvocals zum Stück Province auf dem Album Return to Cookie Mountain mitgewirkt hat.
Der Song Staring at the Sun wurde 2005 bei der Autumn/Hiver-Haute-Couture-Show von Chanel gespielt. Außerdem wurde der Song 2010 in dem Trailer des deutschen Films Die 4. Revolution – Energy Autonomy verwendet.
Der Song Wolf Like Me wurde sowohl für den Skifilm Seven Sunny Days von Matchstick Productions, das Drama Kill Your Darlings – Junge Wilde von John Krokidas, in Activisions Musikspiel Guitar Hero 5, als auch in dem Spiel Need for Speed: ProStreet von Electronic Arts, sowie Project Gotham Racing 4 von Bizarre Creations eingesetzt. Er war außerdem in der ersten Folge der dritten Staffel der Fernsehserie Criminal Minds zu hören.
Der Song Will Do (My Love) gehörte 2011 zum Soundtrack des Videospiels FIFA 12. DLZ wurde 2009 in der Serie Breaking Bad (2. Staffel, 10. Folge) und in The Vampire Diaries (2. Staffel, 12. Folge) verwendet.

## Diskografie

### Alben
- 2002: OK Calculator (Eigenproduktion)
- 2004: Desperate Youth, Blood Thirsty Babes (Touch and Go Records)
- 2006: Return to Cookie Mountain (4AD Records)
- 2008: Dear Science (4AD Records)
- 2011: Nine Types of Light (Interscope Records)
- 2014: Seeds (Harvest Records)

### EPs
- 2003: Young Liars (Touch and Go Records)
- 2007: Live at Amoeba Music (Interscope)

### Singles
- 2004: Staring at the Sun
- 2004: New Health Rock
- 2005: Dry Drunk Emperor
- 2006: Wolf Like Me (US: Gold)[3]
- 2007: Province
- 2008: Golden Age
- 2008: Dancing Choose
- 2008: Crying
- 2008: Family Tree
- 2011: Will Do (My Love)
- 2011: Chemical Peels
- 2013: Mercy
- 2013: Million Miles
- 2014: Happy Idiot